# Franz Brosch
Franz Brosch (* 10. Dezember 1949 in Iphofen, Landkreis Kitzingen) ist ein deutscher Politiker (CSU) und Verbandsfunktionär.

## Ausbildung und Beruf
Franz Brosch absolvierte eine Banklehre und war zunächst bei Privatbanken in Würzburg und Frankfurt am Main tätig. Er studierte anschließend Betriebswirtschaftslehre an der Fachhochschule Würzburg und Betriebswirtschaftslehre sowie Rechtswissenschaften an der Julius-Maximilians-Universität Würzburg. Er war als Kaufmann und Rechtsanwalt tätig.
Seit 2003 ist Franz Brosch Geschäftsführer für Oberfranken beim Verband der Bayerischen Metall- und Elektro-Industrie (VBM), sowie Geschäftsführer für Oberfranken beim Bayerischen Unternehmensverband Metall und Elektro (BayME) sowie Geschäftsführer für Oberfranken bei der Vereinigung der Bayerischen Wirtschaft (vbm).
Von 2003 bis 2008 war er alternierender Vorsitzender der Vertreterversammlung der Deutschen Rentenversicherung für Ober- und Mittelfranken. Seit 2008 ist er für die Gruppe der Arbeitgeber alternierender Vorsitzender der Vertreterversammlung der Deutschen Rentenversicherung Nordbayern. Er ist außerdem Vorsitzender des Verwaltungsrates der Bundesagentur für Arbeit.
Seit 2007 ist er Mitglied des Aufsichtsrats der AGO AG Energie + Anlagen in Kulmbach. Seit 2004 ist Franz Brosch Mitglied des Vorstands von Oberfranken Offensiv und seit 2006 darüber hinaus Mitglied in den Kuratorien der Hochschule Coburg und der Hochschule Hof.
Im Rahmen der Verwandtenaffäre 2013 wurde bekannt, dass Brosch bis kurz nach seinem Ausscheiden aus dem Landtag 2003, Verwandte auf Staatskosten als Mitarbeiter beschäftigt hatte.

## Politik
Brosch war von 1982 bis 2003 Mitglied des Bayerischen Landtags für die 10. Wahlperiode (1982–1986), 11. Wahlperiode (1986–1990), 12. Wahlperiode (1990–1994), 13. Wahlperiode (1994–1998) und 14. Wahlperiode (1998–2003). Er war Mitglied der Arbeitskreises für Wirtschaft, Verkehr und Technologie sowie Mitglied im Wirtschafts- und Innenausschuss, später im Ältestenrat.
Er war langjähriger Vorsitzender der Datenschutzkommission beim Bayerischen Landtag. 2003 wurde Hans Gerhard Stockinger sein Nachfolger.

## Sonstiges
Brosch ist seit 1975 Mitglied der katholischen Studentenverbindung K.D.St.V. Franco-Raetia zu Würzburg im CV. Er ist Rotarier und gehört dem RC München, Bayerischer Landtag, an.